# Heinrich Schaberg

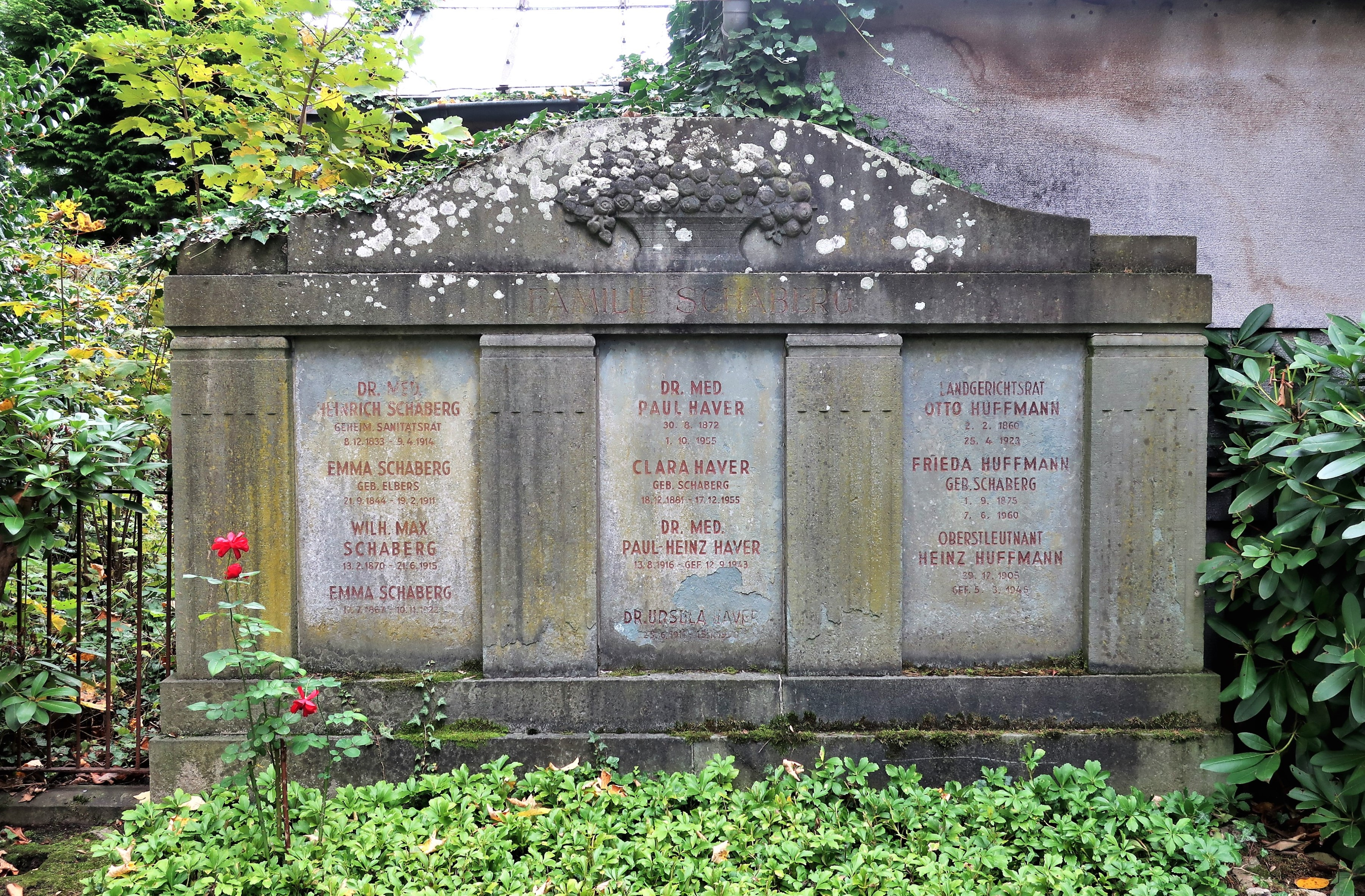
Grabmal auf dem Buschey-Friedhof in Hagen-Wehringhausen

Heinrich Schaberg (* 8. Dezember 1833 in Hagen; † 9. April 1914 in ebenda) war in seiner Heimatstadt Geheimer Sanitätsrat und der zweite Bürger, dem hier die Ehrenbürgerwürde verliehen wurde.
Schaberg wurde im Jahr 1833 im Hagener Vorort Eilpe in einer Familie von Schleifern geboren. Nach Abschluss seiner Schulzeit studierte er in Bonn und Berlin Medizin und ließ sich im Alter von 29 Jahren in Hagen als praktischer Arzt nieder.
Heinrich Schaberg heiratete am 15. März 1866 Emma Elbers (1844–1911), Tochter des Unternehmers Carl Johann Elbers. Ihre Kinder waren Emma (1867–1922), Otto (1868–1869), Wilhelm Max (1870–1915), Hermann (* 1872), Frieda (1875–1960) und Clara (1881–1955).
Bereits als Medizinstudent setzte er sich für die Gründung eines Krankenhauses in Hagen ein. 1853 wurde die Gesellschaft für ein Allgemeines Krankenhaus Hagen ins Leben gerufen und 1859 in einem Hagener Wohnhaus tatsächlich ein „Allgemeines Krankenhaus“ gegründet. Seine Leitung wurde 1867 Heinrich Schaberg übertragen, der auf einen Neubau drängte, der schließlich auch am heutigen Standort in der Buscheystraße gebaut wurde. Schaberg leitete das Krankenhaus fast bis zu seinem 80. Lebensjahr. Nach seinem Tode wurde er auf dem Buschey-Friedhof in Hagen-Wehringhausen beerdigt.
Die Ehrenbürgerwürde der Stadt wurde Heinrich Schaberg am 15. Juli 1907 verliehen. Noch heute ist in Hagen am Remberg eine Straße nach ihm benannt.

## Schriften
- De urethrotomia. Bonn 1857 (Online – Dissertatio inauguralis chirurgica, inkl. Vita).
- Brief an "mein lieber Schäfer", Hagen 1871, Kriegsbrief Deutsch-Französischer Krieg 1870/71

## Belege
1. ↑  Ehrenbürger der Stadt Hagen, Stadt Hagen online, abgerufen am 30. Oktober 2015

| Personendaten    | Personendaten                     |
| ---------------- | --------------------------------- |
| NAME             | Schaberg, Heinrich                |
| KURZBESCHREIBUNG | deutscher Arzt, Krankenhausleiter |
| GEBURTSDATUM     | 8. Dezember 1833                  |
| GEBURTSORT       | Hagen                             |
| STERBEDATUM      | 9. April 1914                     |
| STERBEORT        | Hagen                             |